# Uwe Preuss
Uwe Preuss (Drezda, 1961 –) német színész.

## Élete
1985 Nyugat-Berlinbe költözött és a Hochschule der Künste-ben tanult. 1992-tól egy drezdai színházban dolgozat. 1995 és 2005 között a  Berliner Ensemble tagja volt.

## Filmjei
- 2007 óta Tetthely
  - 2007: Die Blume des Bösen
  - 2008: Brandmal
  - 2008: Und tschüss
  - 2009: Oben und unten
  - 2011: Nasse Sachen
  - 2013: Macht und Ohnmacht
  - 2015: Der Himmel ist ein Platz auf Erden
  - 2015: Erkläre Chimäre
  - 2017: Level X
- 2010 óta A rendőrség száma 110 (Kriminalhauptkommissar Henning Röder)
  - 2010: Einer von uns
  - 2010: Aquarius
  - 2011: Feindbild
  - 2012: Stillschweigen
  - 2013: Fischerkrieg
  - 2014: Familiensache
  - 2015: Sturm im Kopf
  - 2015: Wendemanöver
  - 2016: Im Schatten
  - 2017: Angst heiligt die Mittel
  - 2017: Einer für alle, alle für Rostock
  - 2018: In Flammen
- 2010: Im Angesicht des Verbrechens (televíziós sorozat, hét epizód)
- 2011: Kriegerin
- 2011: Schreie der Vergessenen
- 2012: Operation Zucker
- 2012: Tod einer Polizistin (TV-film)
- 2014: Die Pilgerin
- 2014: Patong Girl
- 2014: Wir tun es für Geld
- 2014: Phoenix bár
- 2015: Nachspielzeit (TV-film)
- 2015: Marie Brand und das Erbe der Olga Lenau epizód (TV-film)
- 2015: Schuld nach Ferdinand von Schirach (televíziós sorozat, egy epizód)
- 2015: Volt egyszer két Németország (Deutschland 83, televíziós sorozat, hat epizód)
- 2016: Morgen hör ich auf (televíziós sorozat, három epizód)
- 2016: Haus ohne Dach
- 2016: Szerelmes SMS (SMS für dich)
- 2016: Schweigeminute
- 2016: Wilsberg – In Treu und Glauben  epizód
- 2016: Jeder stirbt für sich allein (Alone in Berlin)
- 2017: Spuren der Rache (TV-film)
- 2017: Vakrandim az élettel  (Mein Blind Date mit dem Leben)
- 2017: Kommissarin Heller – Verdeckte Spuren
- 2017: Der gleiche Himmel
- 2017: Zarah – Wilde Jahre (televíziós sorozat)
- 2017: Der König von Berlin (TV-film)
- 2017: Willkommen bei den Honeckers
- 2017: Eine Braut kommt selten allein
- 2017: Az a hülye szív (Dieses bescheuerte Herz)
- 2017: Ein starkes Team – Familienbande  epizód
- 2018: Ku’damm 59

## Díjai
- 2013: " Best Actor "  –  ÉCU The European Independent Film Festival   Paris

## Fordítás
- Ez a szócikk részben vagy egészben  az   Uwe Preuss című német Wikipédia-szócikk fordításán alapul.  Az eredeti cikk szerkesztőit annak laptörténete sorolja fel. Ez a jelzés csupán a megfogalmazás eredetét és a szerzői jogokat jelzi, nem szolgál a cikkben szereplő információk forrásmegjelöléseként.